# Elżbieta Kazimierzówna
Elżbieta (ur. ok. 1326, zm. 1361) – królewna polska, księżna pomorska z dynastii Piastów.

## Życiorys

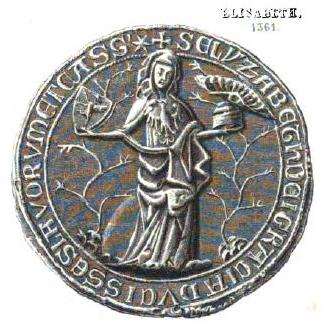
Pieczęć Elżbiety według rysunku z 1854

Elżbieta była najstarszą córką króla Polski Kazimierza III Wielkiego i Aldony Anny. Skierowany głównie przeciwko zakonowi krzyżackiemu układ o współpracy polsko-pomorskiej między Kazimierzem Wielkim a księciem wołogosko-słupskim Bogusławem V, zawarty 24 lutego 1343 w Poznaniu, został wzmocniony ogłoszeniem zaręczyn Elżbiety i Bogusława. Ślub i wesele odbyły się w dniu świętego Macieja Apostoła, także w Poznaniu. Elżbieta w posagu dostała od ojca 20 tysięcy kop groszy praskich.
Księżna często przebywała na zamku w Darłowie. Urodziła córkę, również noszącą imię Elżbieta i syna Kazimierza, zwanego powszechnie Kaźkiem. Córka Elżbiety w 1363 została wydana przez dziadka, Kazimierza Wielkiego, w Krakowie, za cesarza rzymsko-niemieckiego Karola IV Luksemburskiego. Jedna z wielu wydanych z tej okazji uczt przeszła do historii jako uczta u Wierzynka. Elżbieta jednak nie doczekała tego wydarzenia, gdyż zmarła w 1361 w klasztorze augustianów eremitów Marienthron (obecnie Świątki – część Szczecinka). Tam też została pochowana.
Elżbieta jest patronką I Liceum Ogólnokształcącego w Szczecinku, gdzie corocznie odbywają się Elżbietanki, święto szkoły i jej patronki. Często towarzyszy im inscenizacja uczty u Wierzynka.